# Proraso

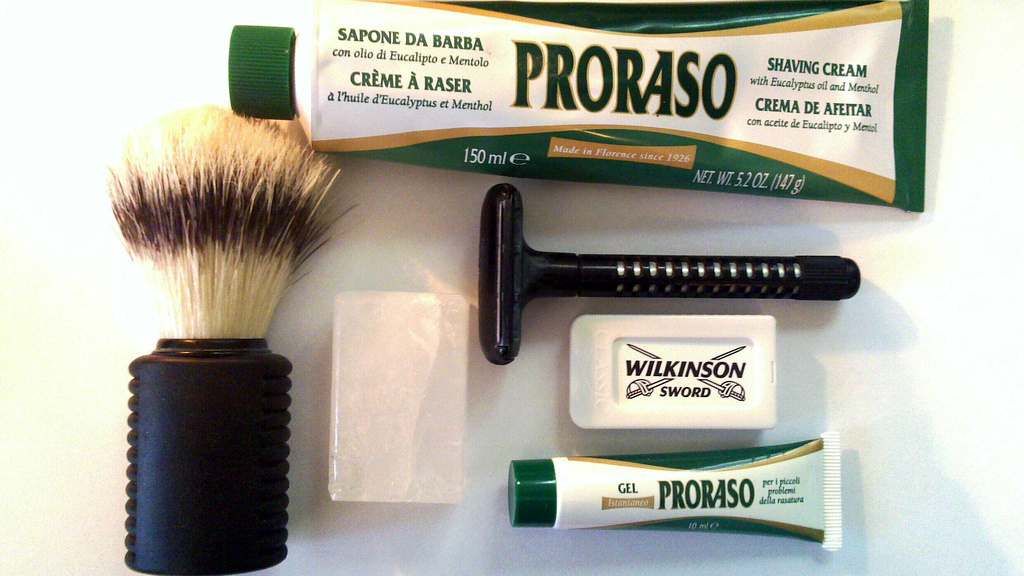
Crema de afeitar y gel para cortes de Proraso junto a una brocha y una maquinilla.

Proraso es el nombre y marca de una crema para afeitar italiana. La empresa la fundó Ludovico Martelli en Florencia en 1926.

## Historia

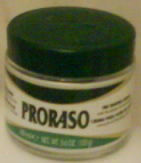
Crema pre-shave y aftershave de Proraso.

La historia de Proraso se remonta hasta 1908, cuando Ludovico Martelli fundó una empresa de cosméticos bajo su mismo nombre. En 1948 su hijo Piero entró a la empresa. Fue ésta la primera vez cuando Proraso introdujo al público italiano la crema miracolosa (crema milagrosa), siendo un producto aparte de la tradicional crema para afeitar con brocha. Esta crema milagrosa se podía usar antes del afeitado (como un pre-shave) para lubricar la piel y suavizar la barba, y después de afeitarse como un aftershave para humectar y calmar la piel de la irritación.
Su famosa crema para afeitar se hace con una base de eucalipto y mentol, los cuales producen una sensación refrescante en la piel durante el afeitado al tiempo que protegen contra la irritación.
Hoy en día, 60 años después, la compañía sigue en marcha bajo la dirección de la familia Martelli y su entera línea de productos se vende en todo el mundo.

## En la cultura popular
La crema de afeitar de Proraso es muy popular en la cultura italiana. Tanto, que en la famosa canción L'italiano de Toto Cotugno, la letra menciona en un fragmento con la crema da barba alla menta (con la crema para barba a la menta). Esta es una referencia directa a la crema de afeitar de Proraso, ya que por su fórmula mentolada y efecto refrescante ha sido muy popular y acostumbrada por los hombres italianos; incluso en las barberías profesionales.